# Bulbophyllum elisae
Bulbophyllum elisae là một loài phong lan thuộc chi Bulbophyllum.